# 右昌街
右昌街（Youchang St.）為高雄市楠梓區的南北向重要道路，起端為軍校路，末端銜接德中路，編號台17線。是楠梓右昌地區的重要道路。

## 行經行政區域
- 楠梓區

## 沿線設施
（由南至北）
- 台灣中油右昌軍校路站
- 7-ELEVEN鑫建昌門市
- 右昌元帥府
- 全家便利商店高雄右昌店
- 高雄市政府警察局楠梓分局右昌派出所
- 丹丹漢堡右昌店
- 玉山銀行楠梓分行
- 長春醫院
- 中華郵政楠梓右昌郵局
- 7-ELEVEN新宏昌門市
- 全聯福利中心楠梓中泰店
- 7-ELEVEN歐士盟門市
- 摩斯漢堡高雄右昌店

## 公共自行車
- 高雄市公共自行車租賃系統：
  - 右昌元帥府：右昌街168號(對側人行道)

## 相關連結
- 高雄市主要道路列表